# Олуф II
Олуф II Харальдсен (дат. Oluf II Haraldsen, ум. 1141) — датский антикороль-бунтовщик, правитель Сконе с 1139 года.
Олуф — сын Харальда Копьё, внук датского короля Эрика I. Дядя Олуфа Эрик II убил Харальда и 6 его сыновей, за исключением Олуфа. После безуспешной попытки получить престол по наследству Олуф в 1139 году провозгласил себя королём Сконе. Боролся против датского короля Эрика III. В ходе гражданской войны совершал набеги на территорию Дании, во время одного из которых убил епископа Роскилле, за что был отлучен папой Иннокентием II от церкви. В 1143 году Эрик III организовал поход в Сконе, в ходе которого убил Олуфа.